# Hauszeichen Fürstenwallstraße 10

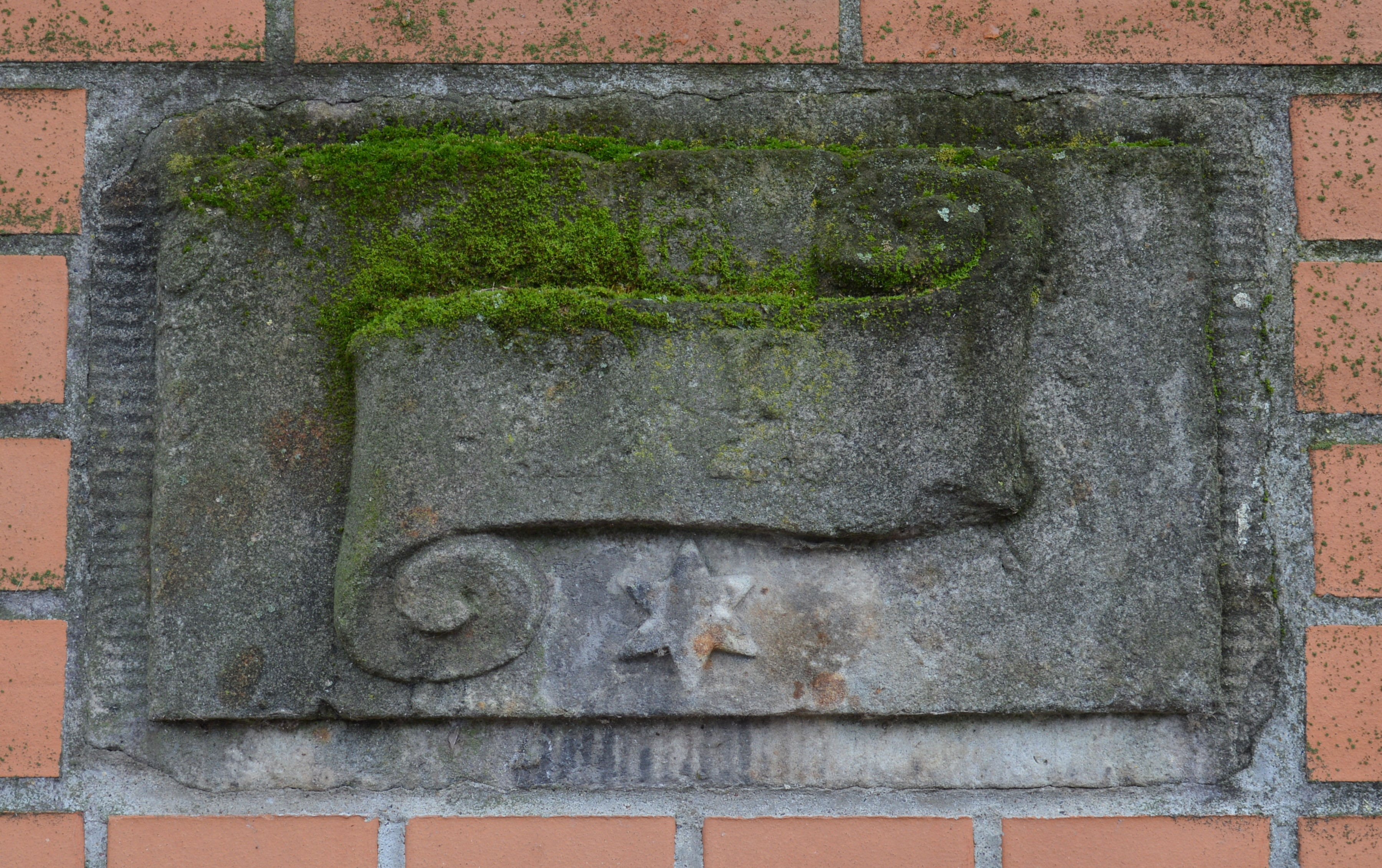
Hauszeichen Fürstenwallstraße 10, im Jahr 2016

Das Hauszeichen Fürstenwallstraße 10 ist ein denkmalgeschütztes Hauszeichen in Magdeburg in Sachsen-Anhalt.

## Lage
Es befindet sich eingelassen in einer Mauer auf der linken Seite der Einfahrt des Grundstücks Fürstenwallstraße 10, das ehemals als Königliches Eichamt genutzt wurde, in der Magdeburger Altstadt auf der Westseite der Fürstenwallstraße.

## Gestaltung
Das kleine Hauszeichen ist aus Sandstein gefertigt und stammt aus dem 18. Jahrhundert. Abgebildet ist ein erhaben herausgearbeitetes Banner, ähnlich einem Eichzeichen, mit den Initialen DR. Darüber befindet sich eine 6, darunter ein Stern. Verwitterungsbedingt sind Teile hiervon nur noch schwer zu erkennen.
Die Herkunft des Hauszeichens ist unklar.
Im Denkmalverzeichnis des Landes Sachsen-Anhalt ist das Hauszeichen unter der Erfassungsnummer 094 71161 als Baudenkmal verzeichnet.